# Neuensalz
Neuensalz là một đô thị thuộc huyện Vogtland, bang Sachsen, Đức. Đô thị Neuensalz có diện tích 33,45 km², dân số thời điểm ngày 31 tháng 12 năm 2006 là 2383 người.